# Accordo di non divulgazione
Un accordo di non divulgazione (in inglese non-disclosure agreement, NDA), detto anche accordo di riservatezza, accordo di confidenzialità, o accordo di segretezza, è un negozio giuridico di natura sinallagmatica che designa informazioni confidenziali e con il quale le parti si impegnano a mantenerle segrete, pena la violazione dell'accordo stesso e il decorso di specifiche clausole penali in esso previste.
In altre parole, è un contratto attraverso il quale le parti decidono di non svelare le informazioni indicate dall'accordo. Esso crea una relazione confidenziale tra le parti al fine di proteggere qualche tipo di informazione condivisa dalle parti (tipico è il caso della tutela di riservatezza su informazioni di natura proprietaria o su segreti industriali) salvaguardando informazioni che non si vuole che diventino di pubblico dominio.

## Descrizione
Tali accordi sono spesso firmati quando due aziende o privati pensano di fare affari assieme e hanno bisogno di comprendere e conoscere i processi commerciali dell'altra parte con il solo scopo di valutare le potenziali relazioni d'affari. Gli accordi di non divulgazione possono essere mutui (cioè entrambe le parti sono limitate nell'uso del materiale ricevuto) o possono limitare una sola delle parti.
È possibile per un impiegato sottoscrivere un accordo di non divulgazione o accordi simili con un'azienda all'atto dell'assunzione. Ed infatti alcuni accordi d'impiego includono una clausola di limitazione delle informazioni confidenziali. Tale clausola si estende per due o tre anni dopo la cessazione del rapporto di lavoro (anche in caso di dimissioni per giusta causa, con dolo o colpa del datore): a volte è associato a un patto di non-concorrenza che vieta di svolgere attività a qualsiasi titolo (anche non remunerate) presso un datore di lavoro direttamente concorrente.
Non può essere considerata violazione dell'accordo di riservatezza il fatto che il lavoratore ancora in forza, o ex-dipendente, denuncino alla stampa e alla autorità giudiziaria fatti veri, penalmente rilevanti oppure che comunque comportino pericoli o conseguenze per la salute e la sicurezza pubblica (come l'impiego di sostanze nocive, la mancata adozione di misure di sicurezza e sistemi di riduzione delle emissioni inquinanti, divenuti obbligatori in un momento successivo al fatto).
Il diritto del cittadino a denunciare ed essere informato, l'interesse pubblico alla salute e sicurezza o a uno svolgimento dell'attività imprenditoriale nel rispetto della legalità, possono esser prevalenti sull'obbligo di fedeltà e riservatezza al datore di lavoro.

## Contenuti
Tra i punti comunemente contenuti negli accordi di non divulgazione si annoverano:
- definizione delle parti dell'accordo;
- definizione di cosa sia confidenziale (per es. le informazioni da mantenere confidenziali). Gli accordi moderni includono una lista di tipi di dati da includere, inclusi brevetti non pubblicati, conoscenze (know-how), schemi, informazioni finanziarie, verbali, strategie commerciali, ecc.;
- l'esclusione da cosa dev'essere mantenuto confidenziale. Tipicamente le limitazioni d'uso dei dati confidenziali non saranno valide se:
  - il beneficiario già conosce il materiale;
  - il beneficiario è venuto a conoscenza del materiale da un'altra fonte;
  - il materiale è disponibile pubblicamente;
  - il materiale è stato ottenuto illegalmente;
  - il materiale è sottoposto ad ordinanza giudiziaria. In ogni caso un'ordinanza con tutta probabilità avrebbe la precedenza su un qualsiasi contratto;
- provvedimenti di restrizione del trasferimento di dati in violazione della sicurezza nazionale di uno Stato;
- il termine (in anni) della confidenzialità;
- il termine (in anni) di validità dell'accordo;
- permesso di ottenere ingiunzioni ex-parte;
- gli obblighi del beneficiario riguardo alle informazioni confidenziali;
- i tipi di divulgazioni ammesse - come quelle richieste dalla legge o dal tribunale.